# علی عوض بو جلوف
علی عوض بو جلوف (انگلیسی: Ali Awadh Boujalouf؛ زادهٔ ۲۷ آوریل ۱۹۹۵) یک بازیکن فوتبال اهل قطر است.

## تیم ملی
وی همچنین در تیم ملی فوتبال زیر ۲۳ سال قطر بازی کرده است.